# Новомихайловка (Татарбунарский район)
Новомихайловка (укр. Новомихайлівка) — село, относится к Татарбунарскому району Одесской области Украины.
Население по переписи 2001 года составляло 106 человек. Почтовый индекс — 68160. Телефонный код — 4844. Занимает площадь 0,57 км². Код КОАТУУ — 5125085613.

## История
В 1945 г. Указом ПВС УССР село Зангеровка переименовано в Миролюбовку.

## Местный совет
68160, Одесская обл., Татарбунарский р-н, с. Тузлы, ул. Завгороднего, 29